# Avtocestni razcep
Avtocestni razcep je inženirska konstrukcija na avtocesti, kjer se križa več cest enake kategorije. Oblike takih križanj so lahko različne odvisno od števila krakov, ki se v takem razcepu prepleta. Na slovenskih avtocestah imamo naslednje razcepe: 
- Podtabor, na Gorenjskem, kjer se na avtocesto A2 naveže glavna cesta G2-101 iz mejnega prehoda Ljubelj (zgrajen leta 1963 in rekonstruiran leta 2010);
- Kozarje, kjer se od primorskega kraka avtoceste A1 odcepi gorenjski del avtoceste A2 proti Šentvidu ter na južno ljubljansko obvoznico (A1/A2);
- Malence, južno od Ljubljane, kjer se od avtoceste A1 odcepi v smeri proti Dolenjski in Hrvaški, avtocesta A2;
- Zadobrova, vzhodno od Ljubljane, kjer se od avtoceste A1 iz Štajerske odcepi severna ljubljanska obvoznica (hitra cesta H3);
- Koseze, kjer se od gorenjskega kraka avtoceste A2 odcepi severna ljubljanska obvoznica (hitra cesta H3).
- Nanos, kjer se razcepita primorski krak avtoceste A1 za smer proti Kopru in hitra cesta H4 proti Vrtojbi in Italiji;
- Gabrk pri Divači, kjer se od primorskega kraka avtoceste A1 odcepi avtocesta A3 v smeri proti Sežani in Fernetičem in Italiji;
- Srmin pri Kopru, kjer se avtocesta A1 priključi v Luko Koper in križa s hitro cesto H5 Škofije - Koper - (kasneje do Dragonje);
- Dragučova, severovzhodno od Maribora, blizu Pesnice, kjer se od štajerskega kraka avtoceste A1 odcepi avtocesta A5 (Maribor - Pince - Madžarska;
- Slivnica, južno od Maribora, kjer se od štajerskega kraka avtoceste A1 odcepi avtocesta A4 Maribor - Gruškovlje - Hrvaška.
- Draženci, pri Ptuju, kjer se od Avtoceste A4 odcepi dvopasoven odsek te avtoceste do Ptuja.
- Dolga vas, severno od Lendave, kjer se od Avtoceste A5 odcepi kratka hitra cesta H7 (Dolga vas - Madžarska)